# Éric Joly
Éric André Joly (Valenciennes, 6 oktober 1972) is een voormalige Franse professionele voetbalspeler. Hij was 20 jaar actief op het hoogste niveau in Frankrijk, België en Schotland.

## Carrière
Joly speelde in Frankrijk bij OGC Nice B, Pau FC, US Fécamp en FC Rouen. In 1998 haalde KV Kortrijk Joly naar de Belgische competitie. Na één seizoen speelden de Kerels hem al kwijt aan AA Gent. Joly, die in zijn eerste seizoen bij Gent de Jean-Claude Bouvy-trofee won (de prijs voor de meest verdienstelijke speler van het seizoen), lokte in zijn Gent-periode de interesse van onder andere RSC Anderlecht en Standard Luik. Onder trainer Patrick Remy raakte hij echter op een zijspoor, waarop hij werd uitgeleend aan Eendracht Aalst. In de zomer van 2002 verliet hij het Jules Ottenstadion zelfs definitief voor promovendus RAEC Mons.
Joly was bij de Henegouwers een vaste waarde. Na een tijdje raakte hij echter in onmin met toenmalig trainer Sergio Brio, waarop hij België na zes jaar verliet voor een Schots avontuur bij Kilmarnock FC. Zes maanden later keerde Joly terug naar België, waar hij voor KV Oostende tekende. Joly speelde nadien ook nog voor KSV Roeselare en RRC Péruwelz.